# Seemann
"Seeman" (Pomorac) je pjesma njemačkog sastava Rammstein, objavljena kao drugi singl s njihova albuma Herzeleid.

## Vanjske poveznice
- Web's Boulevard - Rammstein i pop kultura  Arhivirana inačica izvorne stranice od 11. prosinca 2008. (Wayback Machine) (Brazil)